# Marathon van Xiamen 2008
De marathon van Xiamen 2008 werd gelopen op zaterdag 5 januari 2008. Het was de zesde editie van de marathon van Xiamen, dat tevens dienstdeed als Chinees kampioenschap op de marathon. De Keniaan William Kiprotich kwam als eerste over de streep in 2:09.49. De Chinese Ying-ying Zhang won bij de vrouwen in 2:22.38. Ze verbeterde hiermee en passant het parcoursrecord.
Aan het evenement namen 3709 marathonlopers deel waarvan 401 vrouwen.

## Uitslagen

### Mannen
| rang   | naam                 | land | tijd    |
| ------ | -------------------- | ---- | ------- |
| Goud   | William Kiprotich    | KEN  | 2:09.49 |
| Zilver | Elias Kemboi Chelimo | KEN  | 2:09.50 |
| Brons  | Haiyang Deng         | CHN  | 2:10.43 |
| 4      | Junfeng Dong         | CHN  | 2:13.19 |
| 5      | Simon Kipyego Kiprop | KEN  | 2:13.29 |
| 6      | Longyun Ren          | CHN  | 2:14.30 |
| 7      | Li Zhuhong           | CHN  | 2:14.50 |
| 8      | Song-Chol Pak        | PRK  | 2:15.34 |
| 9      | Andrea Silvini       | TAN  | 2:15.46 |
| 10     | Wen-Chien Wu         | TPE  | 2:16.05 |

### Vrouwen
| rang   | naam            | land | tijd    |
| ------ | --------------- | ---- | ------- |
| Goud   | Zhang Yingying  | CHN  | 2:22.38 |
| Zilver | Bai Xue         | CHN  | 2:23.27 |
| Brons  | Wei Yanan       | CHN  | 2:25.10 |
| 4      | Chen Rong       | CHN  | 2:27.09 |
| 5      | Zhang Shujing   | CHN  | 2:28.56 |
| 6      | Yuan-yuan Jiang | CHN  | 2:31.26 |
| 7      | Weiwei Sun      | CHN  | 2:32.21 |
| 8      | Wenrong Zheng   | CHN  | 2:34.37 |
| 9      | Jinxue Chang    | CHN  | 2:36.10 |
| 10     | Bun-Hui Jo      | PRK  | 2:36.26 |

2003 ·
2004 ·
2005 ·
2006 ·
2007 ·
2008 ·
2009 ·
2010 ·
2011 · 
2012 ·
2013 · 
2014 ·
2015 ·
2016 ·
2017